# الدوري الإيطالي الدرجة الثانية 1957–58
الدوري الإيطالي الدرجة الثانية 1957–58 (بالإيطالية: Serie B 1957-1958)‏ هو موسم من الدوري الإيطالي الدرجة الثانية. أقيم خلال الفترة 15 سبتمبر 1957 وحتى 25 مايو 1958، وأشرف على تنظيمه Lega Nazionale Professionisti ‏، وكان عدد الأندية المشاركة فيه 18، وفاز فيه نادي تريستينا.